# Marko Kemppainen
Marko Kemppainen, né le 13 juillet 1976 à Kajaani en Kainuu en Finlande, est un tireur finlandais.

## Palmarès

### Tir aux Jeux olympiques
- 2004, à Athènes,  Grèce
  -  Médaille d'argent au skeet[1].